# Präsidentschafts- und Parlamentswahl in Kenia 2013
Die Präsidentschafts- und Parlamentswahl in Kenia 2013 fand am 4. März statt. Bei ihr wurden der Staatspräsident und die Mitglieder des Parlaments (349 Mandate in der Nationalversammlung und 67 Mandate im Senat) gewählt.

## Ergebnis

### Präsidentschaftswahl
| Kandidaten                                                                           | Parteien                                                                                | Stimmen    | %    |
| ------------------------------------------------------------------------------------ | --------------------------------------------------------------------------------------- | ---------- | ---- |
| Uhuru Kenyatta                                                                       | Jubilee Alliance (TNA – URP – NARC – RCP)                                               | 6.173.433  | 50,5 |
| Raila Odinga                                                                         | Coalition for Reforms and Democracy (ODM – WDM-K – FORD-K – FPK – CCU – PDP – Sonstige) | 5.340.546  | 43,7 |
| Musalia Mudavadi                                                                     | Amani Coalition (UDF – KANU – New Ford Kenya)                                           | 483.981    | 4,0  |
| Peter Kenneth                                                                        | Eagle Alliance (KNC – Party of Action)                                                  | 72.786     | 0,6  |
| Mohammed Abduba Dida                                                                 | Alliance for Real Change                                                                | 52.848     | 0,4  |
| Martha Karua                                                                         | National Rainbow Coalition – Kenya                                                      | 43.881     | 0,4  |
| James Ole Kiyiapi                                                                    | Restore and Build Kenya                                                                 | 40.998     | 0,3  |
| Paul Muite                                                                           | Parteilos                                                                               | 12.580     | 0,1  |
| Gesamt                                                                               | Gesamt                                                                                  | 12.221.053 | 100  |
|                                                                                      |                                                                                         |            |      |
| Ungültige Stimmen                                                                    | Ungültige Stimmen                                                                       | 108.975    | 0,9  |
| Wähler                                                                               | Wähler                                                                                  | 12.330.028 | 85,9 |
| Wahlberechtigte                                                                      | Wahlberechtigte                                                                         | 14.352.533 |      |
|                                                                                      |                                                                                         |            |      |
| Quellen: IEBC, Insgesamt - Ergebnis nach Wahlkreisen. Abgerufen am 23. Oktober 2023. |                                                                                         |            |      |

### Parlamentswahl

#### Nationalversammlung
- Wahlkreise: 290
- Wahlbezirke (Frauen): 47
- Abgeordnete, die von den Parteien ernannt werden: 12

| Listen                                           | Stimmen | %   | Mandate |
| ------------------------------------------------ | ------- | --- | ------- |
| The National Alliance                            | –       | –   | 88      |
| Gesamt                                           | 0       | 100 | 349     |
|                                                  |         |     |         |
| Quellen: IEBC, Wahlkreise – Wahlbezirke (Frauen) |         |     |         |

#### Senat
- Wahlkreise: 47
- Senatoren, die von den Parteien ernannt werden: 20 (davon 16 Frauen und 4 Abgeordnete, von denen 2 die Jugend und 2 behinderte Menschen repräsentieren)

| Listen                | Stimmen | %   | Mandate |
| --------------------- | ------- | --- | ------- |
| The National Alliance | –       | –   | 17      |
| Gesamt                | 0       | 100 | 67      |
|                       |         |     |         |
| Quelle: IEBC          |         |     |         |